# Wafd-partiet
Wafd-partiet (arabisk al-Wafd al-Misri, 'den egyptiske delegation') var det største politiske parti i Egypten og ofte i regering fra 1920'erne indtil, at det blev opløst i 1952 efter Nassers militærkup.

## Historie
I Egypten under det britiske styre førte en voksende nationalistisk bevidsthed til organiseringen af politiske partier og folkeoprør. En delegation (arabisk wafd) under fredskonferencen i Versailles i 1919, ledet af Saad Zaghloul, fik efter først at være blevet nægtet adgang fremlagt et krav om egyptisk uafhængighed, men uden at få tilslutning.
I løbet af de følgende år forhandlede britiske repræsentanter med egyptiske ledere, blandt andre Zaghloul, om selvstyre. I 1922 erklærede Storbritannien Egypten som et selvstændigt kongerige under en vis britisk kontrol. Wafd-partiet blev oprettet i 1923 med Zaghlur som leder og fik flertal ved den første folkeafstemning i 1924. Kong Fuad af Egypten nægtede først at godkende en Wafd-regering, og i årene som fulgte var partiet stadig i strid med kongen.
Mustafa an-Nahhas overtog som partileder i 1927, og partiet fik endelig magten i 1929, men mistede den igen under Depressionen. Selv om partiet i princippet var imod det britiske styre, kom det til magten igen i 1941 med britisk støtte. Wafd mistede atter magten i 1952, seks måneder før Nasser afsatte kongen og indførte diktatur i landet. Wafd og alle andre politiske partier blev derefter opløste og forbudte.
I 1978 blev Nye Wafd (Hizb al-Wafd al-Jadid) oprettet som en videreførelse af det gamle parti.